# Isola Bassa
L'Isola Bassa è un'isola fluviale situata nell'alveo del fiume Brenta presso Dolo, nella città metropolitana di Venezia. Ha una forma a rombo orientato secondo l'asse nordovest-sudest ed è circondata da due rami del Brenta, la cosiddetta "Brenta Vecchia" a nord e la "Brenta Nuova" a sud. È collegata alla città da sei ponti: uno sulla punta occidentale, due sulla sponda settentrionale, uno presso la punta orientale, uno sulla sponda meridionale. La sua posizione centrale rispetto a Dolo e le costruzioni che vi vennero realizzate l'hanno resa, a partire dal XVI secolo, il cuore della vita commerciale ed economica della cittadina, nonché un importante punto di passaggio nei traffici sul fiume Brenta.

## Storia

### La nascita dell'Isola di Sambruson
Fino alla prima metà del XIV secolo l'isola non esisteva e il territorio di Dolo era allora diviso in diversi agglomerati urbani: l'Isola del Maltempo, Ca' del Bosco, Sambruson e Alture di Sambruson. L'isola venne creata tra il XV e il XVI secolo a seguito di alcune opere pubbliche volute dalla Repubblica di Venezia. Nel 1459 si iniziò la costruzione dello “Sborador di Sambruson”, un canale scaricatore che avrebbe dovuto evitare le piene del fiume nella zona di Dolo. Dopo la realizzazione di quest'opera si venne a creare un'isola, che prese il nome di Isola di Sambruson, dal nome del vicino villaggio: all'interno di questo territorio si collocava l'attuale parte orientale dell'Isola Bassa, mentre quella occidentale rientrava nella zona di Alture di Sambruson . Già nel 1488, però, ci si accorse che il nuovo scolo non era sufficiente e si decise di scavare un altro canale, la Brenta Nuova, con lo stesso scopo: la realizzazione della Brenta Nuova procedette però molto lentamente, a causa degli alti costi e dell'invasione del territorio veneto da parte delle truppe della Lega di Cambrai; solo nel 1507 venne messa in funzione: da quel momento la Brenta Nuova, che partiva proprio dalle zone dell'Isola, divenne uno dei corsi che la delimitavano.

### La prima espansione

#### Le porte e i mulini
Nel 1501, mentre i lavori per il canale della Brenta Nuova procedevano, si decise di costruire nei pressi dell'Isola di Sambruson un invaso chiuso da due porte per consentire la navigazione fluviale tra i due rami del Brenta. Anche in questo caso, però, i lavori procedettero a rilento: il sistema delle chiuse venne aperto solo nel 1549. Le chiuse facevano parte di un sistema di porte e vasi che permetteva la navigazione sul Brenta nei punti di dislivello e furono realizzate secondo il sistema delle porte vinciane; erano formate da due bacini separati collegati da una paratoia al centro, necessaria a permettere il deflusso alternato dell'acqua del fiume e, quindi, il passaggio delle imbarcazioni dalla Brenta Vecchia a quella Nuova e viceversa. 

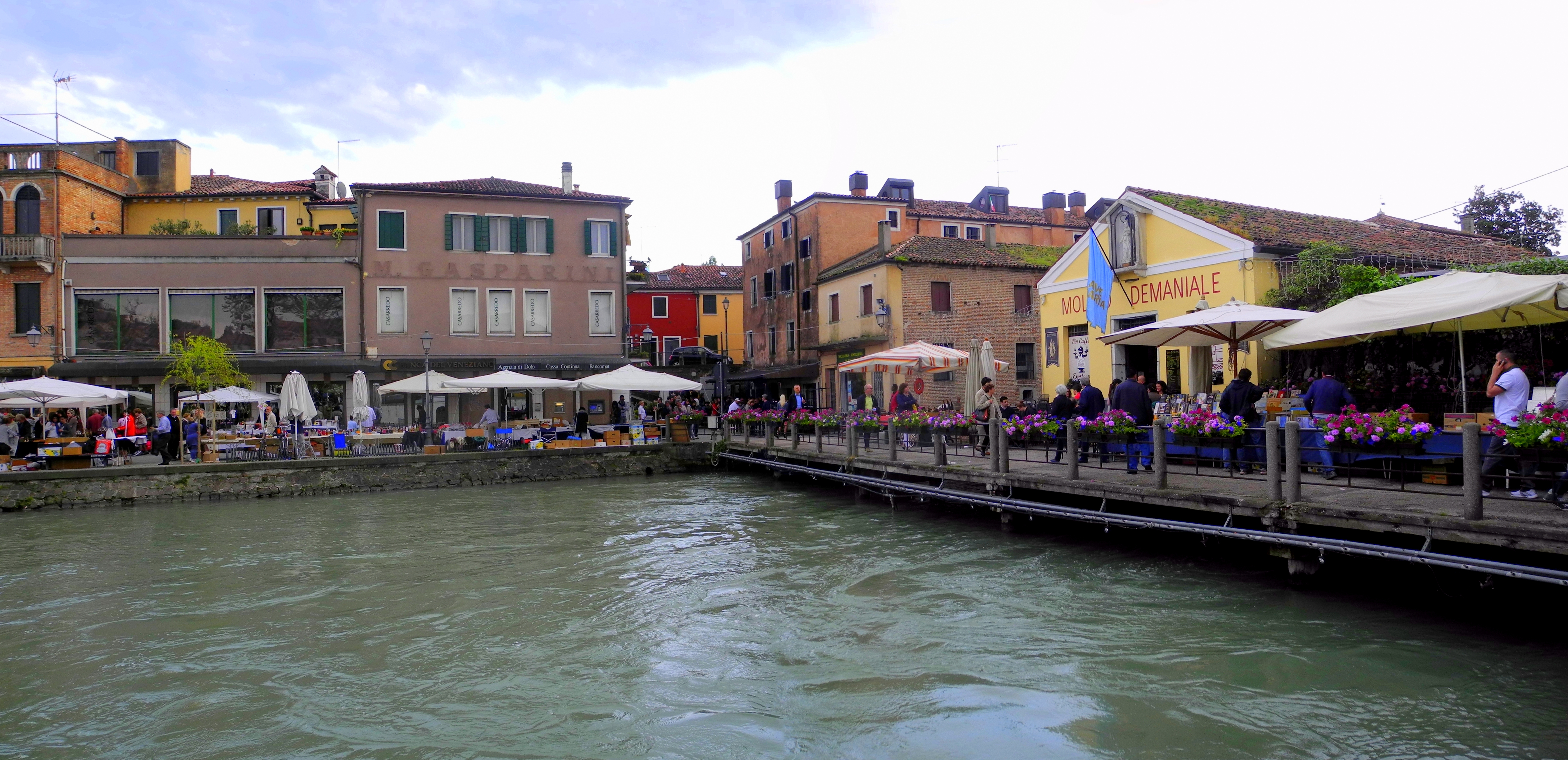
Vista dell'unico edificio (sulla destra in giallo) del complesso dei mulini rimasto

Nel 1540 la Repubblica di Venezia ordinò di erigere a Dolo dei mulini per la macinazione del grano. Per il progetto fu consultato anche Cristoforo Sabbadino, allora proto e ingegnere alle acque della Serenissima. Nel 1547 vennero gettate le fondamenta e le prime quattro ruote entrarono in funzione nel 1551. Tra il 1551 e il 1553 le ruote dei mulini divennero dodici e permisero a Dolo di essere uno dei centri più importanti per l'approvvigionamento alimentare della città di Venezia. Questa infrastruttura per la lavorazione del grano era la più redditizia di quelle presenti nel territorio della Repubblica di Venezia. I mulini rimasero sempre demaniali e la Serenissima ne concedeva l'usufrutto a privati con delle apposite gare d'appalto; lo stesso procedimento veniva seguito per la gestione del sistema delle porte.
Dolo, a causa di queste due importanti infrastrutture, aveva una grande traffico di imbarcazioni, che si fermavano presso la cosiddetta “Riva Menacao”, ovvero riva “Arriva e torna a capo”, il luogo davanti ai mulini dove le barche arrivavano per poi girarsi e tornare a Venezia o attraversare le chiuse e spostarsi sul fiume in direzione Padova.

#### Altre infrastrutture
Durante XVI secolo l'isola assistette anche alla costruzione di altre opere pubbliche: il "Ponte dei mulini" a ovest delle ruote, una  strada (oggi via Garibaldi) pavimentata nel 1554, il ponte al di sopra dei vasi delle porte fatto costruire ne 1556, il ponte sulla Brenta Nuova (“Ponte della Giudecca o della Zuecca”) eretto nel 1557, l'osteria a est delle porte, dello stesso anno. A questo secolo si fa risalire anche la costruzione del "ponte dei cavalli", così chiamato perché da questo punto i lavoranti con i loro cavalli trinavano le barche di passaggio verso le due direzioni.

### Successive trasformazioni (XVI - XX secolo)

#### La Seriola
La principale innovazione avvenuta nell'isola nel corso del XVII secolo fu la costruzione del canale della Seriola, un corso d'acqua fatto scavare dalla Serenissima per portare l'acqua dolce da Dolo alle chiuse dei Moranzani, presso Malcontenta. A Dolo il canale venne fatto partire dall'Isola Bassa come diramazione della Brenta Nuova verso ovest per poi proseguire, attraverso una bocca sotterranea sull'argine di sinistra della Brenta Nuova, nel percorso verso Venezia.

#### XIX e XX secolo

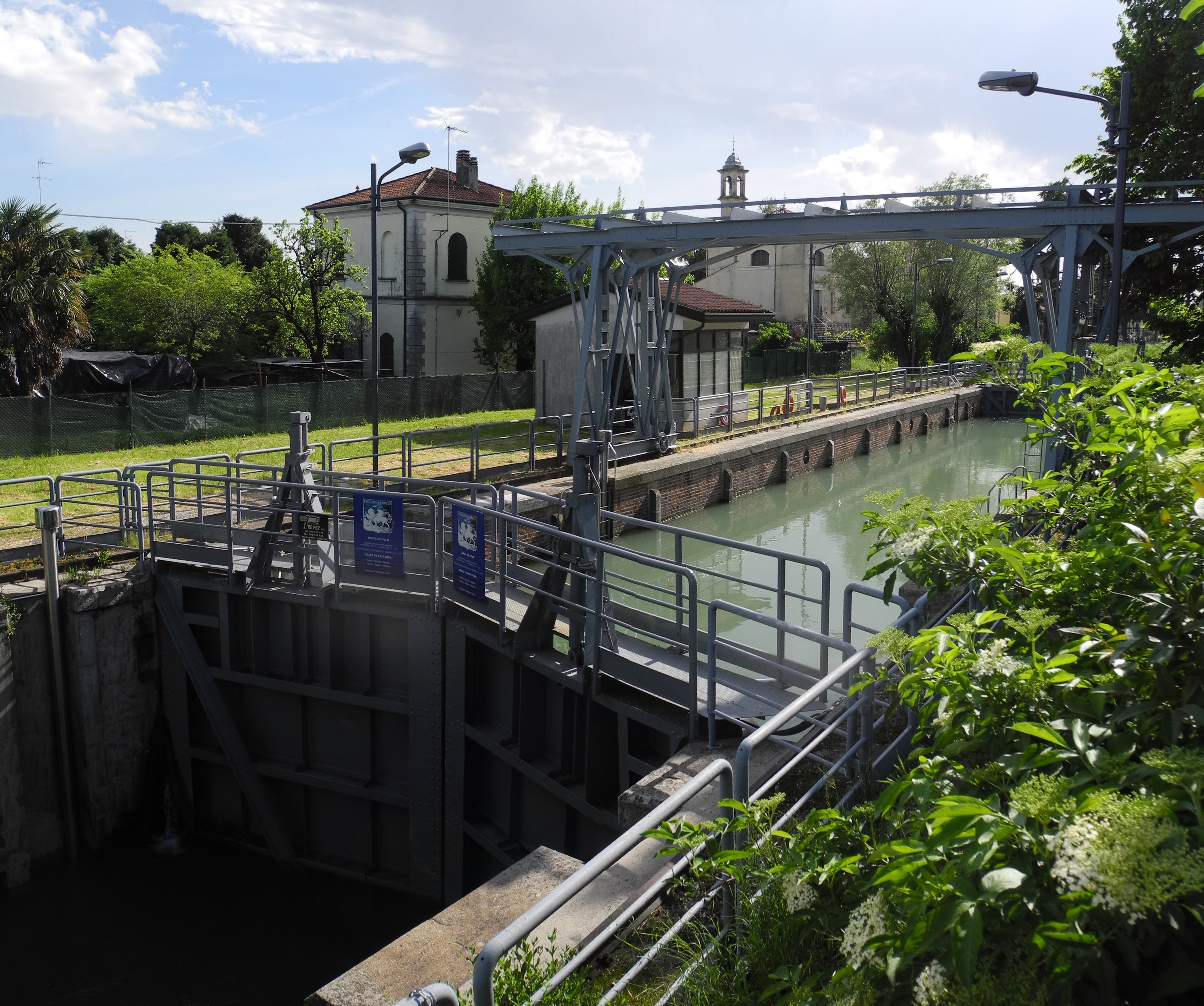
Le nuove porte costruite negli anni 1930 viste dal Ponte del Vas

Nel 1816 il governo austriaco prese la decisione di abbandonare la Brenta Nuova, che venne interrata nel 1860. Negli anni trenta del Novecento si decise di riaprire il canale, scavando un corso d'acqua rettilineo dal ponte dei cavalli fino al corso della Brenta Vecchia; al centro del nuovo canale, dopo aver chiuso i bacini delle vecchie porte di Dolo, venne costruito un moderno sistema di porte per regolamentare il passaggio delle imbarcazioni, aperto nel 1933: il ponte della Giudecca prese il nome di "Ponte del Vaso". I lavori comportarono dunque la fine dell'utilizzo dell'antico passaggio delle barche presso le cinquecentesche chiuse e la creazione dell'Isola Bassa nella sua forma attuale.

## Il nome
Nel corso dei secoli l'isola cambiò nome molte volte. Dal toponimo "isola di Sambruson", attestato già dal 1470, si passò poi nel corso del XVI secolo ad altri toponimi: "Isola dell'Ufficio sopra le Acque" e successivamente "Isola delle Acque", dal nome dell'ufficio pubblico che vi aveva gestito i lavori di costruzione delle porte e dei mulini. Tra il Seicento e il Settecento l'isola cambiò di nuovo toponimo, assumendo quello di "Isola Moceniga", dal nome della famiglia Mocenigo che ne possedeva gran parte. Nel 1802 venne indicata nel Catasto Austriaco come isola "piazza e bassa". Il primo nome (piazza) rimase fino alla metà dell'Ottocento, mentre il secondo (Isola Bassa) è usato ancora oggi.

## Monumenti e luoghi d'interesse

### Squero monumentale

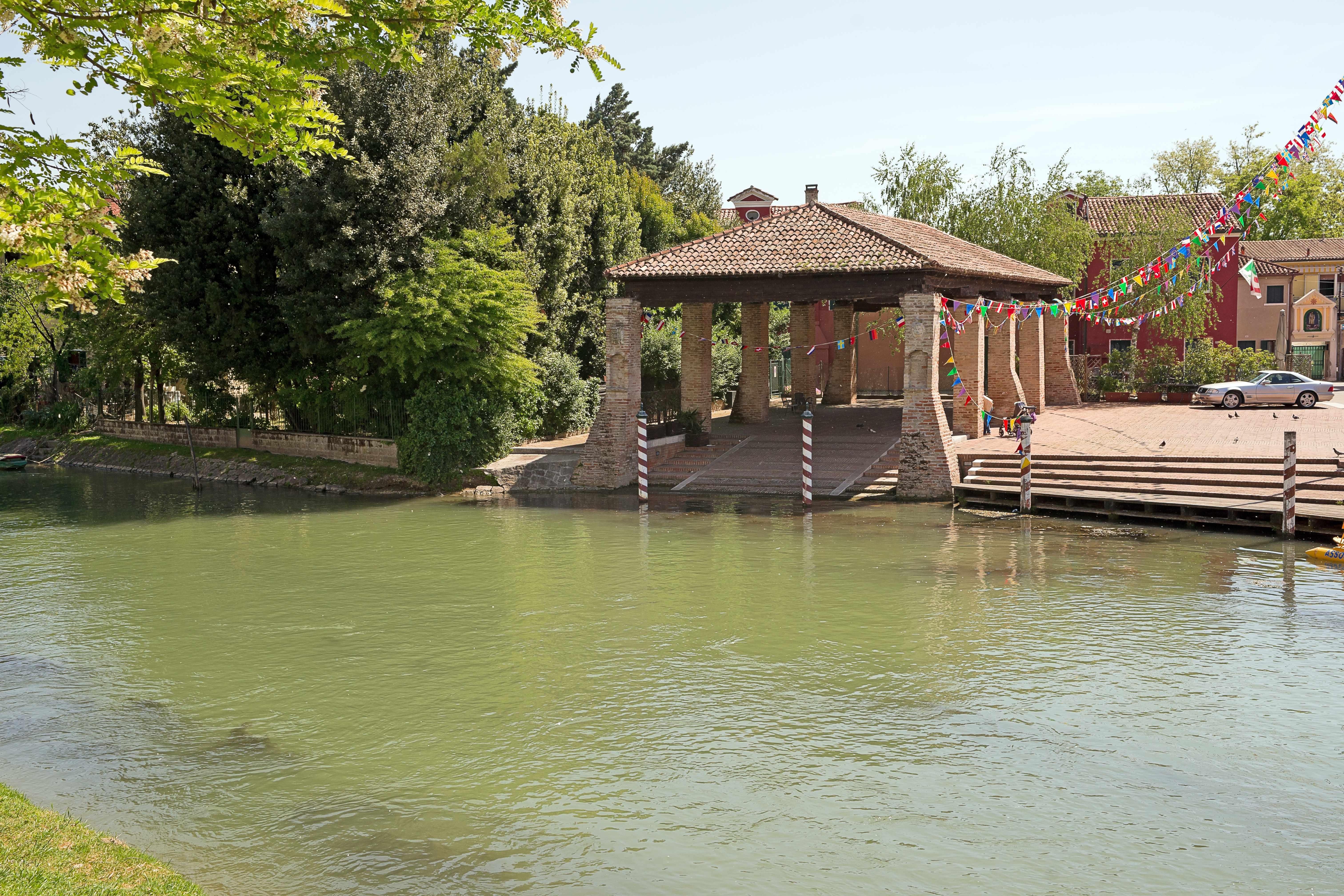
Lo squero di Dolo visto dalla riva settentrionale della Brenta Vecchia

Lo Squero Monumentale era l'antico luogo di costruzione e di riparazione della barche che sostavano a Dolo: un tempo ne erano presenti diversi a nord di quello monumentale, l'unico rimasto. A testimonianza dell'attività che qui si svolgeva è ancora presente, a poca distanza dalla struttura, la calle dei calafati, dal nome degli operai addetti al calafataggio delle navi.

### Ex macello
L'edificio venne edificato, in stile neoclassico, tra il 1865 e il 1867 per ospitare le attività legate alla macellazione delle carni animali.

### Ville
Nel Seicento si iniziano ad avere anche le prime notizie certe sulle ville e i palazzi presenti nell'Isola. Le principali furono:
- Villa Lusi-Andreuzzi-Bon, nota dal 1661[27]
- Villa Vescovi
- Palazzo Ottoboni, noto dal 1661[28]

### Statua della "Madonna dei Molini"
Sulla parete occidentale dell'ultimo edificio dei mulini rimasto è presente una statua dedicata alla "Madonna dei Molini". Di fronte a questa effigie un certo signor Candian di Dolo disse di aver recuperato la vista il 17 aprile del 1813: a ricordo del miracolo ogni anno viene svolta una processione nell'isola.

## Personalità legate all'Isola Bassa

### Marco da Molino
Marco da Molino era il figlio del procuratore Marco, membro di una nobile famiglia veneziana. A lui furono assegnate in appalto il palazzetto e le porte di Dolo, come testimoniato da un'iscrizione datata 16 ottobre 1571, ancora visibile sulla parete meridionale dell'antico palazzetto di Ca' Molino. Il palazzetto si trova su via Garibaldi, a pochi metri a est delle antiche porte, fu costruito nel 1557 e ora è sede di una farmacia.

### Giovanni Rizzo
Giovanni Rizzo nacque a Dolo nel 1843, fu volontario nel Corpo Volontari Italiani durante la terza guerra d'indipendenza del 1866 e combatté con Garibaldi nella campagna dell'Agro Pontino del 1867, nel corso della quale  perse la vita durante la battaglia di casa Ajani. Per questi atti venne sepolto nel Mausoleo Ossario Garibaldino al Gianicolo e a Dolo gli venne intitolata l'antica via Brenta Bassa. Il 9 febbraio 1896 venne inaugurata, in via Garibaldi, una lapide sulla facciata della sua casa natale presso l'Isola Bassa.

### Francesco de Hruschka

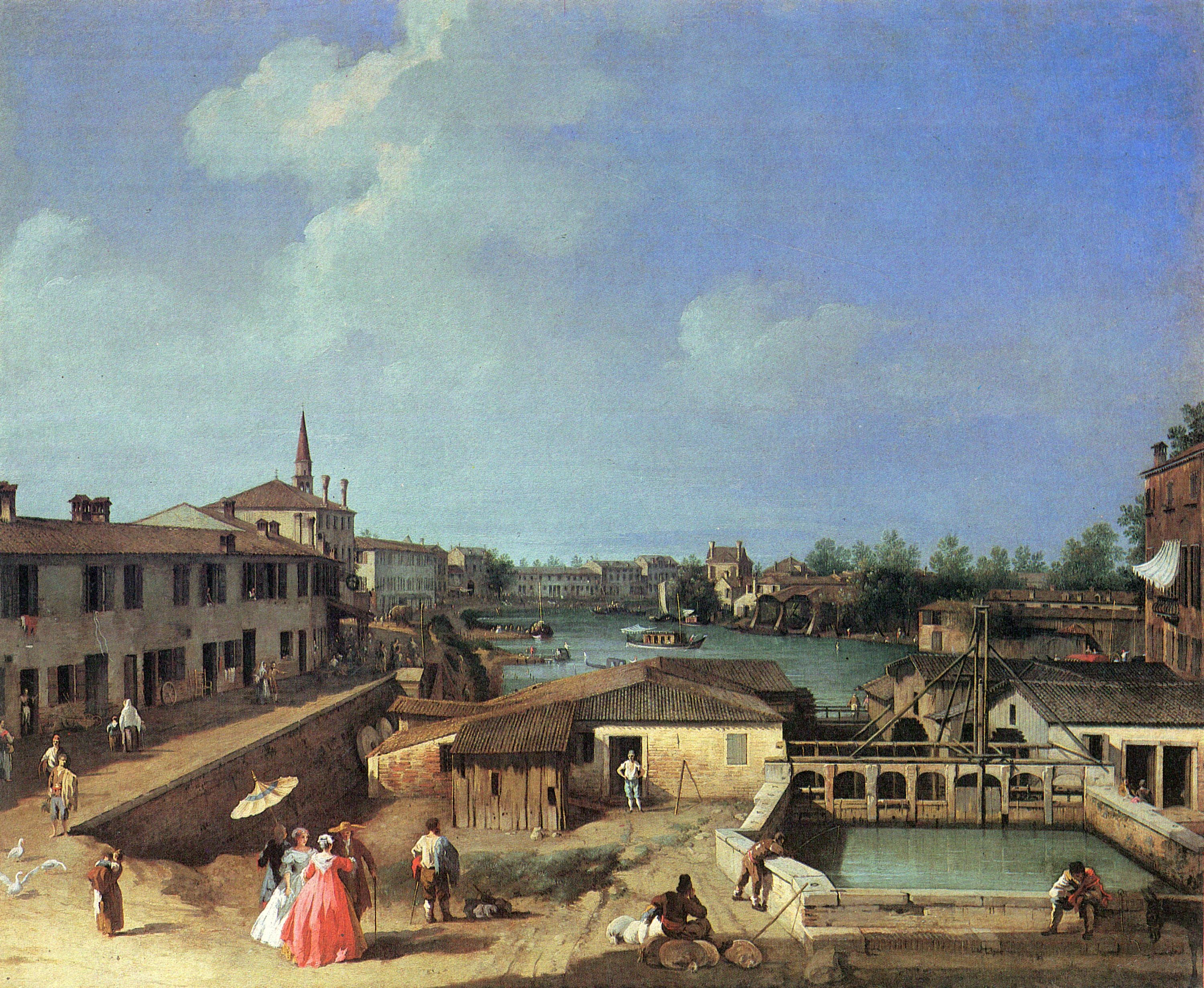
Il dipinto del Canaletto

Francesco De Hruschka (13 marzo 1819 - 8 maggio 1888), viennese, fu il maggiore dell'esercito austriaco e un comandante del forte di Legnago. Nel 1865 prese residenza nell'Isola bassa di Dolo . Nella sua villa a est dell'attuale ponte di via Zinelli installò il suo laboratorio di apicoltura: qui si dedicò a questa attività e all'insegnamento agli apicoltori della zona dell'utilizzo dello smielatore da lui inventato: per questo motivo la casa dell'ex soldato divenne nota come “villa delle api”.

## L'Isola Bassa nell'arte
L'Isola Bassa venne dipinta, nei suoi vari scorci, nelle opere di importanti vedutisti come Wolkamer, Francesco Guardi e Giovanni Costa. La raffigurazione più famosa è però "Le chiuse di Dolo" realizzata nel 1728 dal Canaletto, che raffigura i mulini di Dolo da est: il dipinto è ora conservato all'Ashnmolean Museum di Oxford.